# Liang Shuquan
Liang Shuquan (* 1912 in Zhongshan, Provinz Guangdong, China; † 9. Dezember 2006 in Peking) war ein chinesischer Chemiker.
Er schloss sein Studium der Chemie an der Yanjing-Universität 1933 ab. 1937 promovierte er in München mit einer genauen Bestimmung der Atommasse von Eisen, die von der Internationalen Kommission zur Festsetzung der Atomgewichte übernommen wurde. Er war seit 1955 Mitglied der Chinesischen Akademie der Wissenschaften. 1995 wurde ihm der Tan-Kah-Kee-Wissenschaftspreis zuerkannt.
Besonders zeichnete er sich durch seine Analysen der Elemente der Seltenen Erden im Eisenerz von Bayan Kuang (Bayan Obo) in Baotou aus.